# Jens Peter Trap

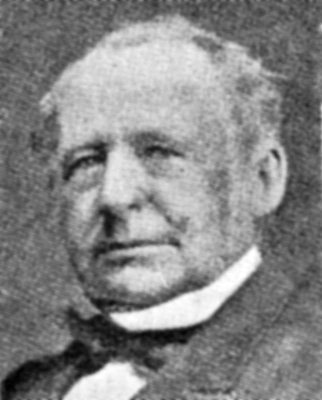
J. P. Trap

J. P. (Jens Peter) Trap, född 19 september 1810 i Randers, död 21 januari 1885 i Köpenhamn, var en dansk jurist, kabinettssekreterare och författare och var mest känd för sitt geografiska bokverk Danmark, som gavs ut i många utgåvor. Den påbörjades i avsikt att skapa en efterföljare till |Erik Pontoppidans Danske Atlas.

## Biografi
Efter att ha blivit student vid Randers skola 1828 och ha avlagt juridisk ämbetsexamen 1833 inträdde han redan i januari 1835 i Kabinetsekretariatet, där innehade flera befattningar innan han 1856 nådde den eftertraktade som kabinettssekreterare, först som tillförordnad och sommaren året därpå som ordinarie, en befattning från vilken han tog avsked först i februari 1884.
Redan från 1842 följde han ofta Kristian VIII på hans resor runt om i landet, vilket än mer blev fallet under Fredrik VII och Kristian IX. Under branden på Frederiksborg slott 1859 räddade han genom sitt resoluta uppträdande en mängd konstverk och andra värdeföremål, liksom att han var mycket verksam vid slottets återuppförande som sekreterare i kommittén för i en insamling för detta ändamål och som ordförande i det av samma anledning inrättade konsthantverkslotteriet. Han var närvarande på Lyksborg, då Fredrik VII avled, och blev utsedd till att tillsammans med amiral Carl Ludvig Christian Irminger att framföra dödsbudet till ministeriet, och han var med det skepp, som förde kungens kropp till Köpenhamn. År 1874 åtföljde Trap Kristian IX på resan till Island med anledning av tusenårsfesten. År 1875 mottog han Dannebrogsordens storkors och 1881 utnämndes han till geheimeråd.
Traps författarskap inleddes 1841, då han fick privilegium på utgivningen av "Kgl. Hof- og statskalender", som han första gången utgav 1842, och som han själv redigerade till 1858 (samt årgång 1877). Efter hand utökade han denna kalender, så att den, i synnerhet efter 1870, förvandlades från en ren förteckning över landets ämbetsmän till en form av statistisk handbok med en mängd uppgifter om Danmark. Av större betydelse var, att arbetet med denna kalender gav impulsen till hans livs mest betydande bedrift. Under sina resor fick han mycket god kännedom om Danmark, och under arbetet med statshandboken började han efter hand planera skapandet av en efterföljare till Erik Pontoppidans "Danske atlas". Efter några års förarbeten utgav Trap 1856-59 Statistisk-topografisk beskrivelse af Kongeriget Danmark i fem band, och 1861-65 utkom en fortsättning: Statistisk-topografisk beskrivelse af hertugdømmet Slesvig i två band. Medan boken om Slesvig inte kom i ny utgåva efter dansk-tyska kriget 1864, återutgavs huvudarbetet 1871-79 i en genomsedd och betydligt utvidgad upplaga, i sex band, och efter Traps död följde nya, av andra utgivna och utvidgade upplagor. 
Förutom några mindre arbeten utgav Trap även (anonymt) Billeder af berømte danske mænd og kvinder i tidsrummet fra reformationens indførelse indtil kong Frederik VII's død (tre band, 1867-69, illustrerad). I detta sammanhang kan även nämnas att han under lång tid var delägare i Bærentzen's litografiske institut som utgav litografier av hög klass, både som separata blad ("Billeder fra Frederiksborg") och i större verk ("Danske mindesmærker", "Danmark, fremstillet i billeder", "Billeder fra sø og land").  Men topografin, som även blev uppmärksammad utanför Danmark (en tysk översättning började utges 1856, men blev aldrig fullbordad) var och förblev hans huvudarbete och fick under senare år motsvarigheter i de nordiska grannländerna. Som ett erkännande av sitt författarskap blev han juris hedersdoktor vid Köpenhamns universitets jubileumsfest 1879.
Efter att Trap 1865 hade blivit ledamot av styrelsen för Blindeinstituttet och direktör för Døvstummeinstituttet, ägnade han dessa institutioner stort intresse, företog utlandsresor för att studera deras motsvarigheter i andra länder. Han var även mycket verksam vid stiftandet av Foreningen til blindes selvvirksomhed, i vilken han blev ordförande, och arbetade 1867 energiskt för ett samarbete mellan Døvstummeinstituttet och Johan Kellers dövstuminstitut; 1880 blev han direktör för det nya institutet i Fredericia. Han var en av stiftarna till Geografisk Selskab och under lång tid dess vicepresident.